# Comblain Jazz Festival
Das Comblain Jazz Festival ist ein belgisches Jazz-Festival in Comblain-la-Tour (Gemeinde Hamoir) im Tal der Ourthe in den Ardennen.

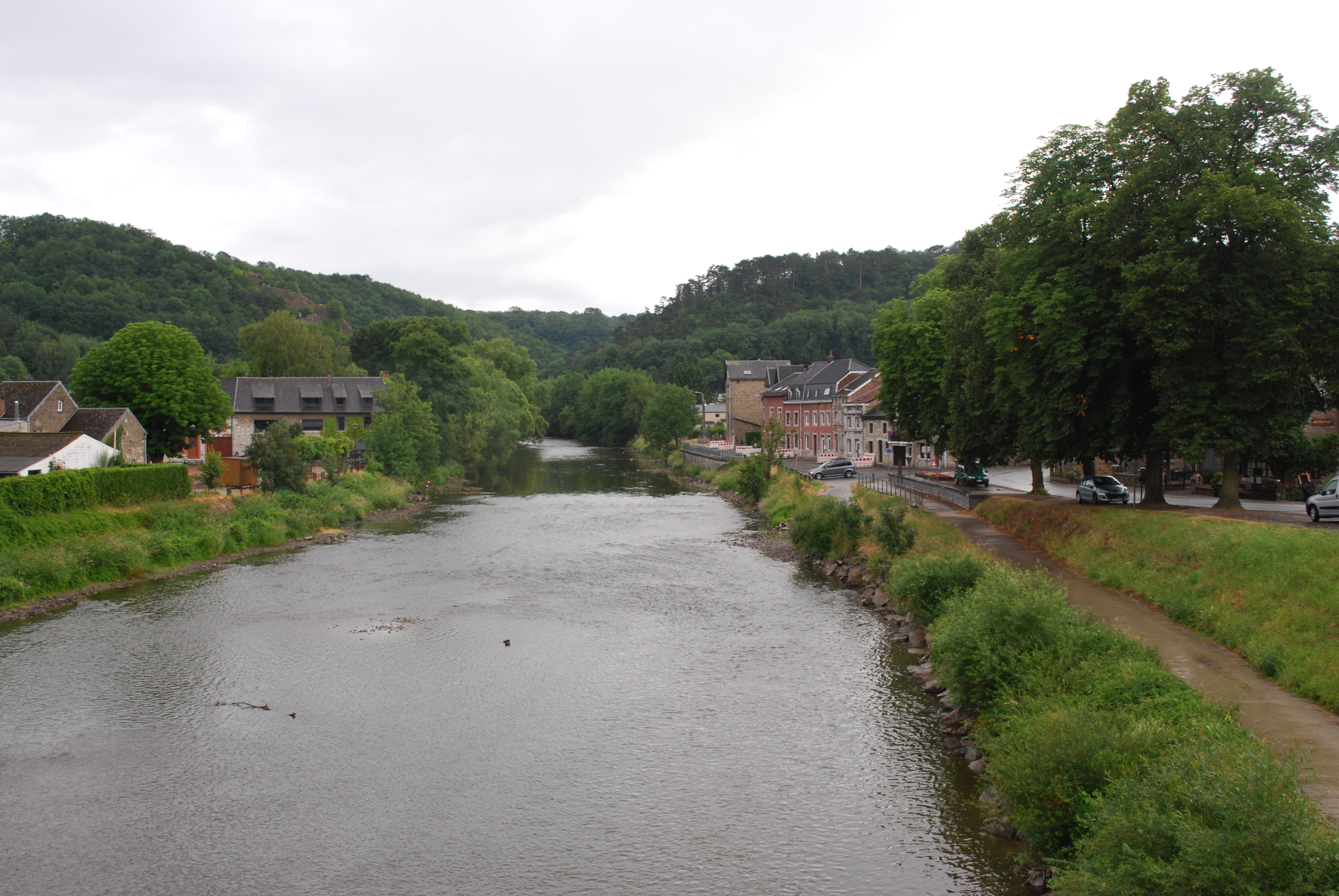
Comblain-la-Tour an der Ourthe

Es findet an zwei oder drei Tagen Anfang Juli statt. Als Veranstaltungsgelände dient der Parc Biron.
Das Festival wurde 1959 von dem US-Amerikaner Joe Napoli gegründet, einem Veteranen der Ardennenschlacht. Unterstützt wurde er von Journalisten aus Lüttich (Nicolas Dor, Jean-Marie Peterken, Raymond Arets, Willy Henroteaux). Auftrittsort war ein ehemaliger Fußballplatz. In den 1960er Jahren begann das Festival teilweise Ende Juli oder Anfang August. 1961 traten dort Bud Powell, Benoît Quersin, Tete Montoliu und René Thomas auf. Schon zum Festival 1962 kamen 40.000 Besucher, die die Chance nutzten, Jazzstars zu moderaten Eintrittspreisen zu sehen. Bis 1966 traten hier Jazz-Größen wie John Coltrane (mit Quartett 1. August 1965), Woody Herman mit Big Band (1965), Ray Charles (1964), Kenny Clarke (1961), Nina Simone (1965), Bill Evans (1964), John Dankworth mit Big Band, Zbigniew Namysłowski (1964), Stéphane Grappelli, Cannonball Adderley (1962),  John Tchicai, Chet Baker (1960), Archie Shepp, Earl Hines (1966) und Stan Getz (1966) auf sowie der Bluesmusiker Memphis Slim. Aber auch belgische Jazzmusiker wurden präsentiert (Bobby Jaspar, Jacques Pelzer, Léo Fléchet, André Brasseur). Das Festival fand großen Zuspruch auch über Belgien hinaus (1965 hatte Roger Moore einen kurzen Auftritt).  Diana Dors versuchte sich hier als Jazzsängerin, Sacha Distel trat auf, Petula Clark und Charles Aznavour (1960). 1966 war vorläufig das letzte Festival, bis es  2009 wiedereröffnet wurde.
Am Bahnhof steht ein Denkmal, das drei Jazzmusiker darstellt.